# テキサスA&M大学システム
テキサスA&M大学システム（英語: The Texas A&M University System）は、アメリカ合衆国テキサス州の州立大学群。本部はカレッジステーションにある。

## 構成機関
- テキサスA&M大学
- イースト・テキサスA&M大学（英語版）
- プレーリービューA&M大学（英語版）
- タールトン州立大学（英語版）
- テキサスA&M大学コーパスクリスティ校（英語版）
- テキサスA&M大学サンアントニオ校（英語版）
- テキサスA&M大学キングスビル校（英語版）
- テキサスA&M国際大学（英語版）
- ウェスト・テキサスA&M大学
- テキサスA&M大学セントラルテキサス校（英語版）
- テキサスA&M大学テクサーカナ校（英語版）